# Energigas

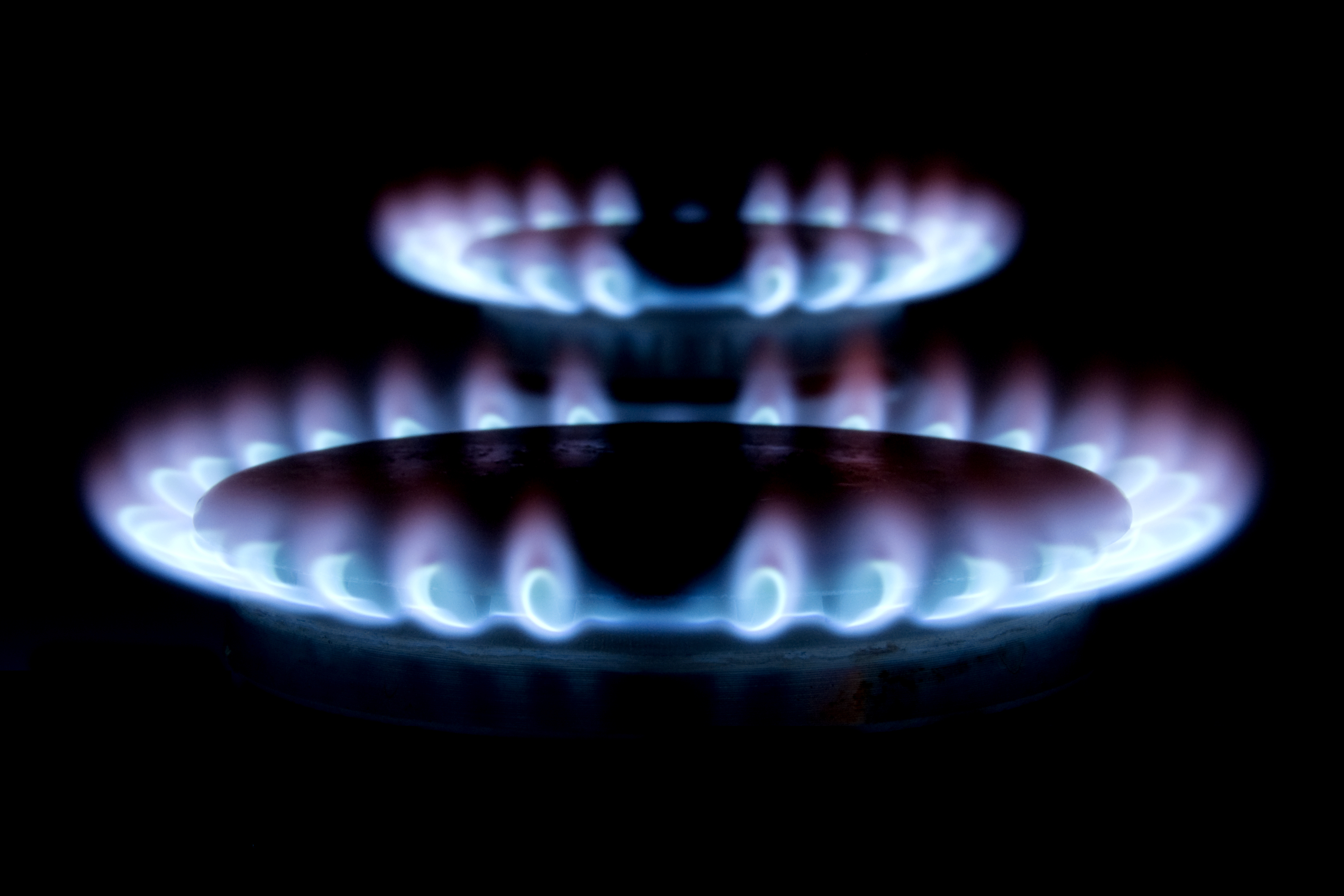
Blå eldsflammor från en brännare.

Energigas är ett samlingsnamn för bränslen som vid användningen är i gasform. Till dessa hör till exempel biogas, naturgas, gasol och vätgas.